# Wilhelmsburg (Elő-Pomeránia)
Wilhelmsburg település Németországban, Mecklenburg-Elő-Pomeránia tartományban. 

## Népesség
A település népességének változása: